# تپه کماجار
تپه کماجار مربوط به دوران‌های تاریخی پس از اسلام است و در شهرستان بیجار، بخش مرکزی، روستای مقلی واقع شده و این اثر در تاریخ ۲۴ فروردین ۱۳۸۲ با شمارهٔ ثبت ۸۰۴۰ به‌عنوان یکی از آثار ملی ایران به ثبت رسیده است.